# Ендомиокардна болест
Ендомиокардна (Еозинофилна) болест (Loeffler endocarditis) е форма на рестриктивна кардиомиопатия, която засяга ендокарда, като при нея се наблюдава пролиферация на бели кръвни клетки (основно еозинофили). Рестриктивната кардиомиопатия се дефинира като болест на сърдечния мускул, която води до нарушено пълнене на сърдечните камери по време на диастола. 

## Патогенеза
Еозинофилните състояния, които могат да се получат във връзка с ендокардитът на Льофлер включват:
- хипереозинофилен синдром;
- еозинофилна левкемия;
- карцинома;
- лимфома;
- лекарствени взаимодействия;
- паразити.

Хипереозинофилия може да бъде причинена от хелминт (паразит), който води до хронично персистиране на еозинофилията, познато като хипереозинофилен синдром.
Еозинофилията и еозинофилната пенетрация, инвазия на миоцити води до фиброзно задебеляване на част от сърцето (подобно на ендомиокардиалната фиброза). Обикновено сърцето образува големи мурални (пристенни) тромби, поради нарушение на камерната стена на лявата камера. Симптомите включват оток и задух. Болестта обикновено се среща в умерените климатични пояси, поради по-добрите условия за заразяване с паразити. Често тя се разпространява бързо и може да бъде фатална. 

## Епоним
Болестта е кръстена на Уилхелм Льофлер.